# Jean Földeák
Jean (János) Földeák (ur. 9 czerwca 1903 Hitiaṣ, zm. 5 marca 1993 w Monachium) – niemiecki zapaśnik walczący w obu stylach. Olimpijczyk z Los Angeles 1932, gdzie zdobył srebrny medal w wadze średniej w stylu klasycznym i czwarty w wadze półśredniej w stylu wolnym.
Mistrz Europy w 1931, 1933 i 1934; drugi w 1933; trzeci w 1930; czwarty w 1929 roku.
Mistrz Niemiec w 1929 i 1930; drugi w 1927 i 1928; trzeci w 1931 i 1932 w stylu klasycznym. Zwycięzca w stylu wolnym w 1934 i 1935 roku.

## Letnie Igrzyska Olimpijskie 1932
| Konkurencja          | Rundy eliminacyjne  | Rundy eliminacyjne     | Rundy eliminacyjne | Klas. końcowa |
| Konkurencja          | Przeciwnik I        | Przeciwnik II          | Przeciwnik III     | Miejsce       |
| -------------------- | ------------------- | ---------------------- | ------------------ | ------------- |
| 79 kg styl klasyczny | Axel Cadier (SWE) Z | Väinö Kokkinen (FIN) P | wolny los Z        | 2.            |

| Konkurencja      | Rundy eliminacyjne   | Rundy eliminacyjne      | Rundy eliminacyjne | Rundy eliminacyjne     | Klas. końcowa |
| Konkurencja      | Przeciwnik I         | Przeciwnik II           | Przeciwnik III     | Przeciwnik IV          | Miejsce       |
| ---------------- | -------------------- | ----------------------- | ------------------ | ---------------------- | ------------- |
| 72 kg styl wolny | Børge Jensen (DEN) Z | Ludvig Lindblom (SWE) Z | wolny los Z        | Danny McDonald (CAN) P | 4.            |